# Little River (Moroka River)
Der Little River ist ein Fluss im östlichen Gippsland im australischen Bundesstaat Victoria.
Er entspringt unterhalb Castle Hill im Alpine National Park in einer Höhe von 1230 m, fließt nach Nordwesten und mündet nach 9,6 Kilometern in den Moroka River. Nennenswerte Nebenflüsse besitzt er nicht.
Der Little River verläuft durch das größtenteils unbesiedelte Gebiet des Alpine National Park.